# Коломбо, Каролин
Каролин Коломбо (фр. Caroline Colombo; род. 16 апреля 1996, Понтарлье) — французская биатлонистка, призёр Чемпионатов Европы. Член национальной сборной Франции.

## Биография
На этапах Кубка мира дебютировала в сезоне 2018/2019. 31 января 2021 года Коломбо вместе с Эмильеном Клодом завоевала серебро на Чемпионате Европы по биатлону в польском городе Душники-Здруй в дисциплине сингл-микст.

## Кубок мира
- 2018/19 — 67-е место (58 очков)
- 2019/20 — 69-е место (39 очков)